# Syneches leonensis
Syneches leonensis är en tvåvingeart som beskrevs av Raffone 1994. Syneches leonensis ingår i släktet Syneches och familjen puckeldansflugor.
Artens utbredningsområde är Sierra Leone. Inga underarter finns listade i Catalogue of Life.